# Seltjarnarnes
Seltjarnarnes és un municipi d'Islàndia situat dins de l'àrea metropolitana de Reykjavík, en el conjunt de municipis de Gran Reykjavik.
El municipi fou establert com a tal després de la Segona Guerra Mundial, l'any 1947. És el municipi més petit d'Islàndia.

## El municipi
Al municipi hi ha dues escoles: la Mýrarhúsaskóli i la Valhúsaskóli. És el municipi islandès més petit quant a la superfície terrestre (2 quilòmetres quadrats). El Partit de la Independència (Sjálfstæðisflokkurinn) ha tingut un control total en el consell de la ciutat des de les eleccions que van començar el 1962. En les últimes eleccions del 2014, el partit va rebre el 52,6% dels vots i 4 dels 7 membres del consell. Altres partits representats en el consell de la ciutat són Samfylkingin amb 2 membres i Neslistinn amb un membre. L'alcalde n'és Ásgerður Halldórsdóttir.

## Esports
L'equip de futbol local Grotta juga en tercera divisió en la lliga d'Islàndia. Grotta, en l'equip d'handbol, juga en la segona divisió i també hi ha un equip de gimnàstica i aixecament de peses.